# Urząd Transportu Kolejowego
Urząd Transportu Kolejowego (UTK) – organ centralnej administracji rządowej obsługujący Prezesa UTK. 
Urząd jest regulatorem rynku kolejowego. Ma siedzibę w Warszawie, przy Alejach Jerozolimskich 134. Powstał na drodze przekształcenia Głównego Inspektoratu Kolejnictwa.

## Zadania i działalność

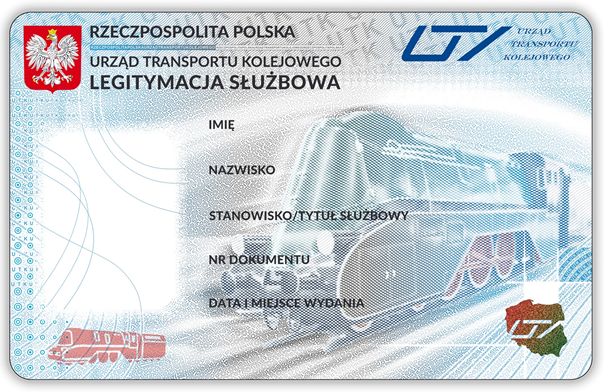
Wzór legitymacji pracownika UTK – awers

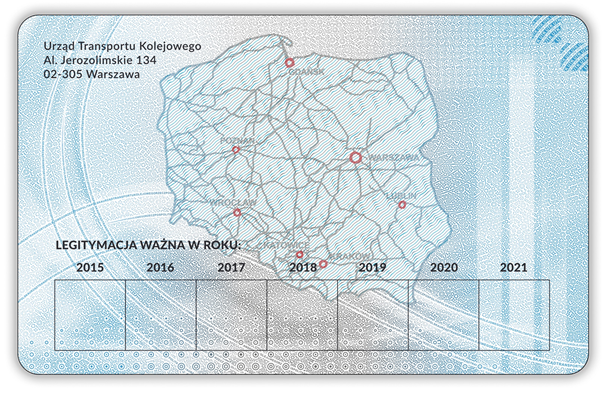
Wzór legitymacji pracownika UTK – rewers

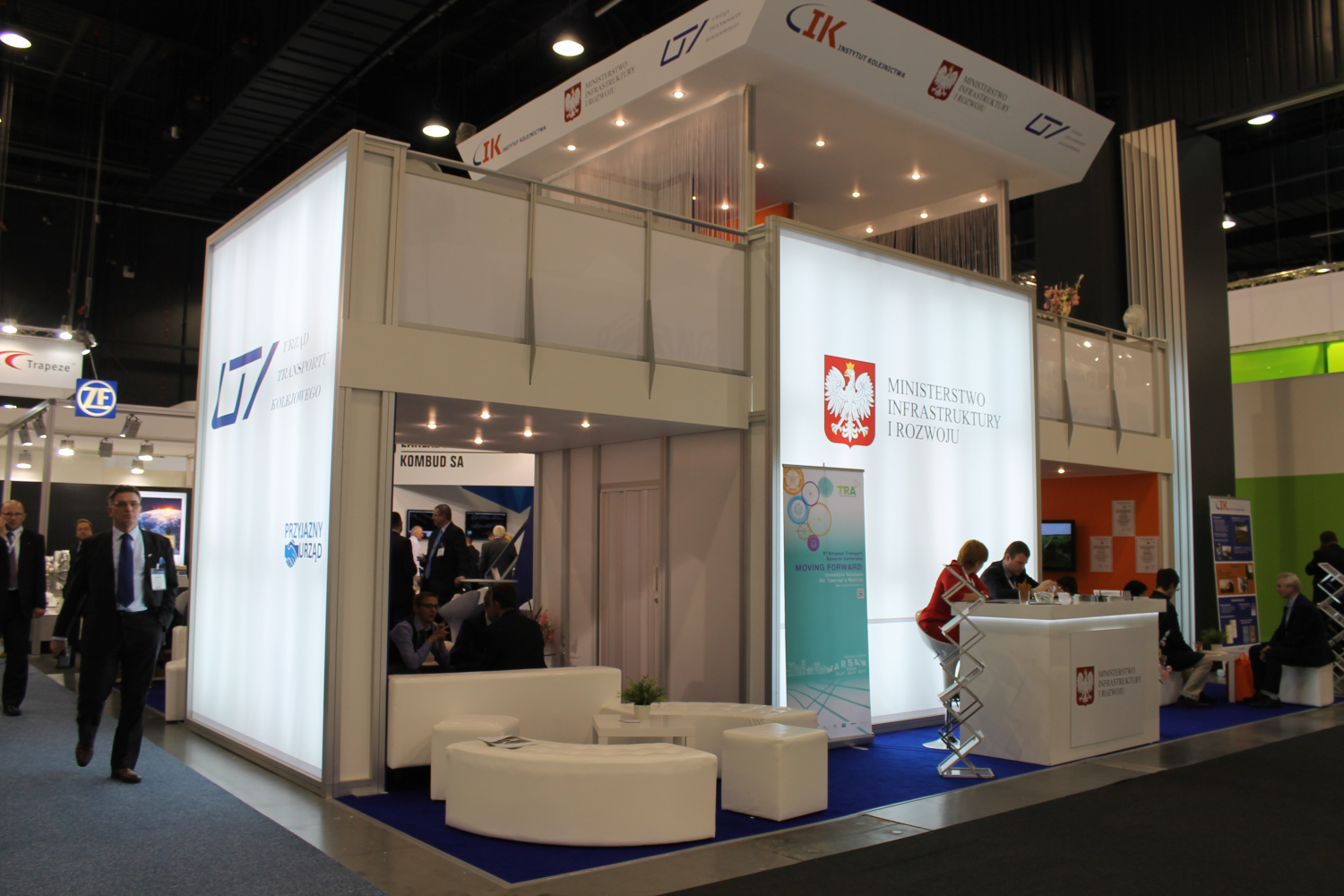
Urząd Transportu Kolejowego na targach Trako (2015)

Urząd Transportu Kolejowego jest organem regulacyjnym, właściwym w sprawach:
- regulacji rynku transportu kolejowego,
- licencjonowania transportu kolejowego,
- nadzoru technicznego nad eksploatacją i utrzymaniem linii kolejowych oraz pojazdów kolejowych,
- bezpieczeństwa ruchu kolejowego,
- nadzoru nad przestrzeganiem praw pasażerów w transporcie kolejowym,
- licencji i świadectw maszynistów.

Urząd Transportu Kolejowego wykonuje również zadania w zakresie monitorowania rozwoju rynku kolejowego, podnoszenia standardów bezpieczeństwa w transporcie kolejowym oraz współpracy z europejskimi instytucjami odpowiedzialnymi za funkcjonowanie i rozwój wspólnego rynku usług kolejowych.
W zakresie nadzoru technicznego nad eksploatacją linii kolejowych i bezpieczeństwem ruchu kolejowego do zadań UTK należy:
- wydawanie, przedłużanie, zmiana i cofanie autoryzacji bezpieczeństwa, certyfikatów bezpieczeństwa i świadectw bezpieczeństwa oraz prowadzenie rejestrów tych dokumentów;
- kontrola zgodności działania zarządców infrastruktury oraz przewoźników kolejowych z przepisami prawa wspólnotowego i krajowego w zakresie bezpieczeństwa;
- zezwalanie na dopuszczanie do eksploatacji nowego lub znacznie zmodyfikowanego taboru kolejowego;
- wydawanie świadectw dopuszczenia do eksploatacji typu budowli i urządzeń przeznaczonych do prowadzenia ruchu kolejowego oraz świadectw dopuszczenia do eksploatacji typu pojazdu kolejowego oraz prowadzenie rejestru tych świadectw;
- kontrola spełniania przez zarządców, przewoźników kolejowych oraz użytkowników bocznic kolejowych obowiązków w zakresie bezpieczeństwa transportu kolejowego, a w szczególności zasad prowadzenia ruchu kolejowego i sygnalizacji oraz warunków technicznych eksploatacji pojazdów kolejowych;
- nadzór nad zachowaniem zasad bezpieczeństwa w transporcie kolejowym oraz prawidłowym utrzymaniem i eksploatacją linii kolejowych oraz bocznic kolejowych;
- monitorowanie, promowanie, wprowadzanie w życie oraz rozszerzanie zakresu regulacji bezpieczeństwa, łącznie z systemem krajowych zasad bezpieczeństwa;
- prowadzenie krajowego rejestru pojazdów kolejowych;
- nadzór nad ośrodkami prowadzącymi szkolenia na doradców do spraw bezpieczeństwa przewozu koleją towarów niebezpiecznych;
- nadzór nad realizacją zaleceń powypadkowych, przekazywanych po dochodzeniach przeprowadzonych przez Państwową Komisję Badania Wypadków Kolejowych; coroczna ocena stanu bezpieczeństwa ruchu kolejowego, przedstawiana Ministrowi Infrastruktury i Europejskiej Agencji Kolejowej.

Prezes Urzędu Transportu Kolejowego w ramach sprawowanego nadzoru może w drodze decyzji:
- wstrzymać ruch kolejowy lub wprowadzić jego ograniczenie na linii kolejowej lub jej odcinku w razie stwierdzenia zagrożenia bezpieczeństwa ruchu kolejowego;
- wyłączyć z eksploatacji pojazd kolejowy lub ograniczyć jego eksploatację, gdy nie spełnia on wymagań przepisów technicznych.

Zadania Urzędu w zakresie regulacji transportu kolejowego to:
- zatwierdzanie i koordynowanie opłat za korzystanie z przyznanych tras pociągów infrastruktury kolejowej pod względem zgodności z zasadami ustalania tych opłat;
- nadzór nad zapewnieniem niedyskryminującego dostępu przewoźników kolejowych do infrastruktury kolejowej, w tym przewoźników mających siedzibę w jednym z państw członkowskich;
- nadzór nad równoprawnym traktowaniem przez zarządców wszystkich przewoźników kolejowych, w szczególności w zakresie rozpatrywania wniosków o udostępnienie tras pociągów i naliczania opłat;
- nadzór nad poprawnością ustalania przez zarządcę opłat podstawowych za korzystanie z infrastruktury kolejowej oraz opłat dodatkowych za świadczenie usług dodatkowych;
- rozpatrywanie skarg przewoźników kolejowych dotyczących regulaminu oraz przydzielania tras pociągów i opłat za korzystanie z infrastruktury kolejowej; zbieranie i analizowanie informacji dotyczących rynku przewozów kolejowych;
- opiniowanie projektów planów transportowych w zakresie przewozów pasażerskich w transporcie kolejowym; opiniowanie projektów umów o świadczenie usług publicznych; nadzór nad zawieraniem umów o udostępnienie infrastruktury kolejowej;
- współdziałanie z właściwymi organami w zakresie przeciwdziałania stosowaniu praktyk monopolistycznych przez zarządców i przewoźników kolejowych oraz w zakresie koordynowania funkcjonowania rynku transportu kolejowego i przestrzegania praw pasażerów; nakładanie kar pieniężnych na zasadach określonych w ustawie; wydawanie decyzji w sprawie otwartego dostępu; rozpatrywanie spraw dotyczących pasażerskich przewozów okazjonalnych.

Urząd Transportu Kolejowego w ramach liberalizacji rynku kolejowego buduje w Polsce konkurencyjny rynek transportu kolejowego i umożliwienia wejścia na rynek nowym przedsiębiorstwom; tworzy jednakowe warunki funkcjonowania wszystkich przedsiębiorstw kolejowych na krajowych rynkach oraz na obszarze całej Wspólnoty; pracuje nad ujednoliceniem rozwiązań technicznych; oddzieleniem zarządzania infrastrukturą kolejową od eksploatacji kolei; uzdrowieniem struktury finansowej przedsiębiorstw kolejowych; jak również zagwarantowaniem dostępu do sieci kolejowej krajów członkowskich Unii Europejskiej, dla międzynarodowych grup przedsiębiorstw kolejowych.
Urząd jest członkiem Europejskiej Agencji Kolejowej ERA oraz IRG Rail.
W 2012 NIK negatywnie oceniła działania UTK w zakresie kontroli przewozu towarów niebezpiecznych. W 2017 NIK pozytywnie ocenił nadzór Prezesa UTK nad utrzymaniem i stanem technicznym skrzyżowań linii kolejowych z drogami publicznymi (w tym dzikich przejść) oraz prawidłowością prowadzenia dokumentacji technicznej przejazdów przez zarządców infrastruktury kolejowej. NIK uznał, że nadzór sprawowany był rzetelnie. W 2017 roku NIK przeprowadził kontrolę w zakresie bezpieczeństwa przewozów kolejowych. Kontrola oceniła, że Prezes Urzędu Transportu Kolejowego sprawował w sposób rzetelny nadzór nad podmiotami, których działalność miała wpływ na bezpieczeństwo przewozów kolejowych.

## Budżet, zatrudnienie i wynagrodzenia
Wydatki i dochody Urzędu Transportu Kolejowego (UTK) są realizowane w części 71 budżetu państwa. Główne źródło dochodów stanowią wpływy z opłat za świadectwa dopuszczenia do eksploatacji typów budowli, urządzeń przeznaczonych do prowadzenia ruchu kolejowego oraz typów pojazdów kolejowych, a także za wydawanie certyfikatów i świadectw bezpieczeństwa zarządcom infrastruktury oraz świadectw bezpieczeństwa użytkownikom bocznic kolejowych.
W 2017 wydatki UTK wyniosły 33,89 mln zł, a dochody 6,65 mln zł. Przeciętne zatrudnienie w przeliczeniu na pełne etaty wyniosło 253 osoby, a średnie miesięczne wynagrodzenie brutto 6229 zł.
W ustawie budżetowej na 2017 wydatki Urzędu Transportu Kolejowego zaplanowano w wysokości 38,34 mln zł, a dochody 3,57 mln zł.

## Prezesi
| Od                | Do                | Prezes                     |              |
| ----------------- | ----------------- | -------------------------- | ------------ |
| 2003              | 2006              | Janusz Dyduch              |              |
| 2006              | 2010              | Wiesław Jarosiewicz        |              |
| 2010              |                   | Mirosław Antonowicz (p.o.) |              |
| 2010              | 2012              | Krzysztof Jaroszyński      |              |
| 5 stycznia 2012   | 17 czerwca 2012   | Krzysztof Dyl (p.o.)       | [ 9 ]        |
| 18 czerwca 2012   | 24 lutego 2016    | Krzysztof Dyl              | [ 9 ] [ 10 ] |
| 24 lutego 2016    | 24 listopada 2016 | Ignacy Góra (p.o.)         | [ 10 ]       |
| 24 listopada 2016 | nadal             | Ignacy Góra                | [ 11 ]       |

## Wiceprezesi
- Kamil Wilde – od 4 września 2017[12]
- Marcin Trela – od 1 kwietnia 2021[13]

## Siedziba
Początkowo, Centrala UTK znajdowała się w Warszawie przy ul. Chałubińskiego 4-6 (2003-2014), następnie w Alejach Jerozolimskich 134 w kompleksie biurowym Eurocentrum Office Complex (2014-).
Posiada 8 oddziałów terenowych zlokalizowanych w:
1. Warszawie (OT1) – obszar działania: Województwo Mazowieckie oraz Województwo Podlaskie,
2. Lublinie (OT2) – obszar działania: Województwo Lubelskie oraz Województwo Świętokrzyskie,
3. Krakowie (OT3) – obszar działania: Województwo Małopolskie oraz Województwo Podkarpackie,
4. Katowicach (OT4) – obszar działania: Województwo Śląskie oraz Województwo Łódzkie,
5. Gdańsku (OT5) – obszar działania: Województwo Pomorskie oraz Województwo Warmińsko-Mazurskie,
6. Wrocławiu (OT6) – obszar działania: Województwo Dolnośląskie oraz Województwo Opolskie,
7. Poznaniu (OT7) – obszar działania: Województwo Wielkopolskie oraz Województwo Kujawsko-Pomorskie,
8. Szczecinie (OT8) – obszar działania: Województwo Zachodniopomorskie oraz Województwo Lubuskie.

## Społeczna odpowiedzialność
CSR zajmuje ważne miejsce w działalności urzędu. Działania UTK opierają się na czterech filarach: bezpieczeństwo w transporcie kolejowym, dostępność kolei dla osób z niepełnosprawnościami, czyste środowisko oraz ambitny zespół.
W ramach działań CSR od 2016 roku funkcjonuje program „Akademia Wiedzy Kolejowej”, który jest częścią większego projektu „Akademia UTK” Inicjatywa ma na celu propagowanie dobrych praktyk wśród uczestników rynku kolejowego poprzez prowadzone przez Urząd bezpłatne szkolenia i warsztaty, a dodatkowo ma dać możliwość bieżącego reagowania na problemy rynku kolejowego – w tym także te wynikające ze zmian przepisów prawa. To uczestnicy szkoleń mają bezpośredni wpływ na tematykę organizowanych spotkań. Szkolenia w Akademii są bezpłatne. UTK uznaje, że podnoszenie wiedzy interesariuszy przyczyni się do usprawnienia pracy urzędu, a co za tym idzie do efektywniejszego wydatkowania środków publicznych.